# Distretto 3 (Liberia)
Il distretto 3 è un distretto della Liberia facente parte della contea di Grand Bassa. Il suo capoluogo è Buchanan.